# E aí, Doutor?
E Aí, Doutor? é um programa sobre saúde baseado no americano The Dr. Oz Show, reality-show de sucesso nos EUA e criado pela apresentadora Oprah Winfrey e pelo médico cardiologista Mehmet Oz. Foi inicialmente exibido pela RecordTV, e apresentado pelo médico Antônio Sproesser, clínico geral do Hospital Albert Einstein de São Paulo. Atualmente é exibido pela Record News.

## Mudanças de horário e programa vira quadro
Desde a estreia, em 23 de maio de 2011 às 16h15, o programa passou a sofrer com as alterações de horário. Primeiro passou das 16h15 para às 15h50, depois das 15h50 para às 16h30 e, a partir de 27 de junho às 14h30. Teve sua exibição interrompida em 6 de setembro, quando foi ao ar o último programa da primeira temporada, por causa da transmissão dos Jogos Pan-Americanos de Guadalajara feita pela Rede Record a partir do mês de outubro. O E Aí, Doutor? voltou ao ar, com a segunda temporada, no dia 11 de novembro do mesmo ano, mas como quadro (toda sexta-feira) semanal no programa Tudo a Ver.
Em 2012, o programa passa a ser exibido na Record News aos sábados.